# Carlos Spadaro
Carlos Spadaro (Lanús, Argentina, 5 de febrero de 1902-ibídem, 15 de noviembre de 1985) fue un futbolista argentino que jugaba como delantero.

## Trayectoria
Spadaro comenzó su carrera futbolística en el Club Atlético Lanús, donde se destacó como delantero durante la era amateur del fútbol argentino, su paso por Lanús lo consolidó como un jugador relevante en el ámbito local. Allí jugó hasta finales de la década de 1920 y principios de la de 1930, antes de ser convocado a la selección nacional.
En 1931, tras su participación en la Copa del Mundo de 1930, Spadaro se incorporó a Estudiantil Porteño, un club de Buenos Aires que competía en la Asociación Amateurs de Football. Ese mismo año, el equipo logró el título de la Primera División Amateur, el último campeonato oficial antes de la profesionalización del fútbol argentino en 1931. Este logro marcó uno de los puntos más altos de su carrera a nivel de clubes. Luego volvería a Lanús para jugar 2 temporadas más. Se retiró en 1934 en Estudiantil Porteño. 

## Selección nacional
Fue internacional con la selección de fútbol de Argentina en 5 ocasiones y convirtió un gol. Formó parte de la selección subcampeona de la Copa del Mundo de 1930.

### Participaciones en Copas del Mundo
| Mundial                        | Sede    | Resultado  | Partidos | Goles |
| ------------------------------ | ------- | ---------- | -------- | ----- |
| Copa Mundial de Fútbol de 1930 | Uruguay | Subcampeón | 1        | 0     |

## Clubes
| Club                | País      | Año       |
| ------------------- | --------- | --------- |
| Lanús               | Argentina | 1926-1930 |
| Estudiantil Porteño | Argentina | 1930-1931 |
| Lanús               | Argentina | 1931-1933 |
| Estudiantil Porteño | Argentina | 1934      |